# Takeiči Niši
Takeiči Niši (japonsky 西竹, Niši Takeiči; 12. července 1902 Tokio – 17. března 1945 Iwodžima) byl japonský šlechtic, důstojník a reprezentant v jezdectví.
Jeho otec byl diplomat Tokudžiró Niši, po němž zdědil titul barona (danšaku). V roce 1924 absolvoval Japonskou vojenskou akademii. Sloužil u císařské kavalérie a v roce 1927 byl povýšen na poručíka.
Na Letních olympijských hrách 1932 zvítězil na koni Uranus v parkurovém skákání a získal tak pro Japonsko jediný titul z jezdectví v olympijské historii. Ve Spojených státech byl celebritou, přátelil se mj. s Douglasem Fairbanksem a obdržel čestné občanství města Los Angeles.
Startoval také na Letních olympijských hrách 1936, kde obsadil dvanácté místo ve skokanské soutěži, v soutěži všestranné způsobilosti byl dvacátý mezi jednotlivci a s japonským družstvem skončil na šestém místě.
Za druhé světové války sloužil u tankové jednotky v Mandžukuu. V roce 1944 byl převelen na ostrov Iwodžima. Zahynul v březnu 1945, není však známo, zda padl v boji nebo podstoupil seppuku. Posmrtně byl povýšen na plukovníka.
V historickém filmu Dopisy z Iwo Jimy (2006) hrál roli Nišiho Cujoši Ihara.